# Havøysund

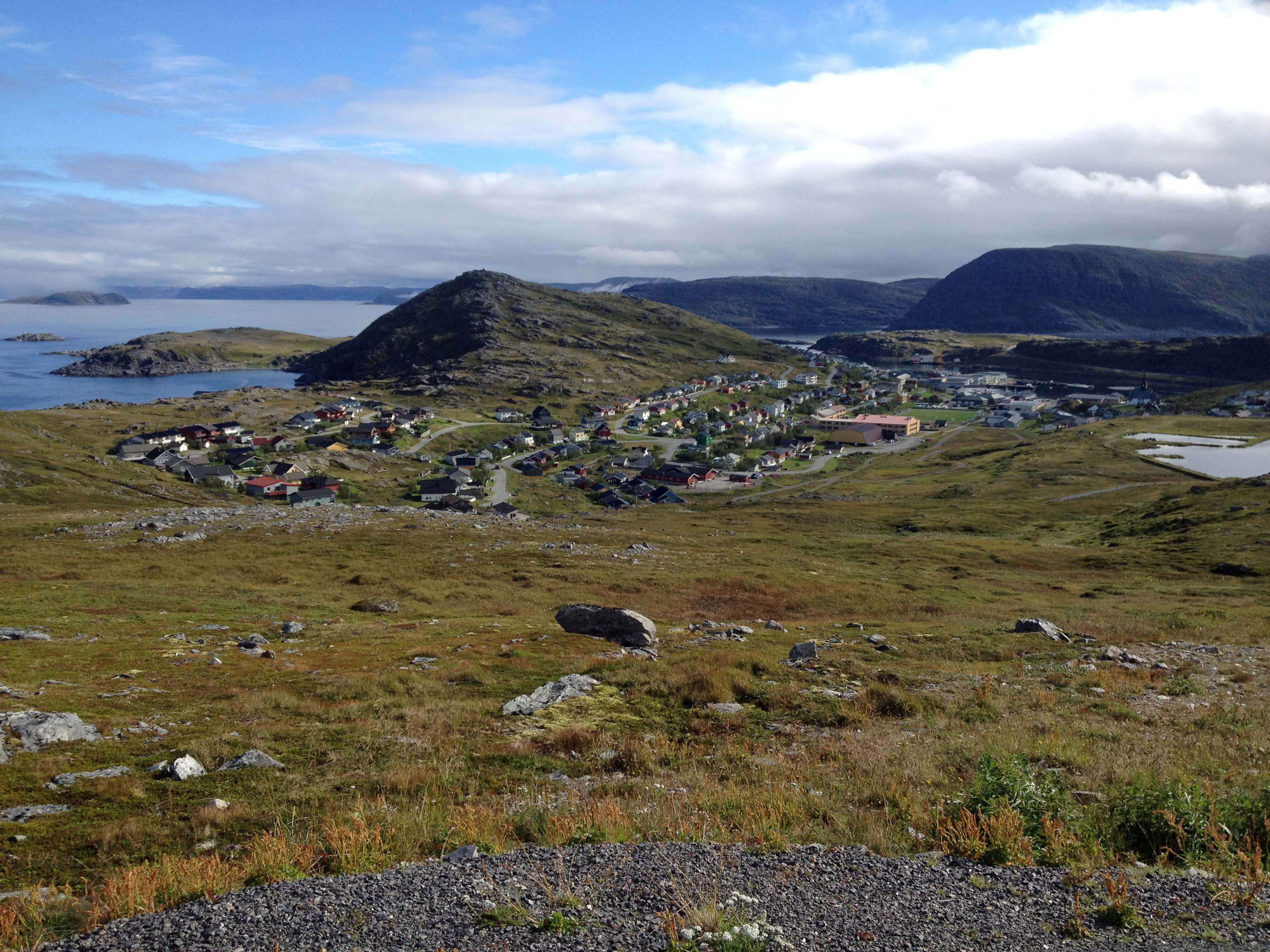
Havøysund.

Havøysund är en tätort och ett fiskeläge på ön Havøya i Finnmark fylke i nordligaste Norge. Orten är centralort i Måsøy kommun. 
De cirka 1 150 invånarna lever framför allt av fiske (Tobø fiskefabrik) och serviceverksamhet. Sedan 1986 har samhället broförbindelse med fastlandet. Det är en av Hurtigrutens angöringshamnar. Utanför byn har Norsk Hydro anlagt en stor vindkraftverkspark, världens nordligaste med 16 enheter. I den gamla prästgården finns numera Måsøy museum, som har utställningar om fiske och kustkultur.